# Лейма
Ле́йма (грец. leimma — надлишок, частка) — особлива павза у віршовому рядку, у віршознавстві позначається значком V.
В античній версифікації дозволялася лише між словами. В сьогочасній поезії лейма означає ритмічну паузу, зумовлену опусканням ненаголошених складів (одного чи двох) у стопі (див. анакруза): «Я терпів свою душу. Страх. Бруд» (Василь Герасим'юк). У цьому анапестичному розмірі два випадки лейми: UU—/UU—/UV—/VV—.
Лейма чітко вирізняється у силабо-тонічному вірші, надаючи йому особливого смислового та психологічного звучання. Найбільше лейма поширена в павзниках (дольниках), що спонукало російського віршознавця Г. Шенгелі — прихильника теорії лейми, розглядати її як замінник павзників.